# Baran (Name)
Baran oder Barán ist ein männlicher und weiblicher Vorname und Familienname, welcher im Slawischen und im Persischen seine Herkunft hat.

## Varianten
- Baran, kurdisch
- Bārān  (باران), persisch[3]
- Baran (Баран), russisch und ukrainisch
- Barán, spanisch
- Baran (ברן), hebräisch

## Herkunft und Bedeutung
Der Name bedeutet in vielen iranischen Sprachen Regen. Weiterhin bedeutet Baran in vielen slawischen Sprachen, z. B. auf Polnisch, Ukrainisch und Russisch, Schafbock oder Widder.
Der Name kommt in Ländern wie Albanien, Afghanistan, Kosovo, Italien, ebenso in osteuropäischen Ländern wie Tschechien, Slowakei, Polen, Ukraine, Russland, auch in Südamerika und in der Türkei, im Irak, Syrien und im Iran, wo es häufig auch unter der kurdischen Minderheit ein vorhandener Name ist.

### Verwendung als Nachname
Aschkenasische Juden, welche hauptsächlich in Osteuropa angesiedelt waren, hatten den Namen oft in Nutzung, wobei der Name Baran aus dem hebräischen für „Sohn Aarons“ steht und her stammt. Als jüdische Gesellschaften sich in verschiedenen Teilen ihrer Region angesiedelt hatten, wurde der Nachname Baran möglicherweise auch von anderen lokalen Sprachen und Kulturen der Region übernommen, was zu unterschiedlichen Schreibweisen und Interpretationen führte. Die spezifische Bedeutung und Herkunft des Baran-Nachnamens kann je nach individueller Familiengeschichte und Abstammungsbande durchaus variieren.

## Namensträger

### Vorname
- Baran Hêvî (* 1987), deutscher Schauspieler
- Baran Kosari (* 1985), iranische Schauspielerin
- Baran bo Odar (* 1978), deutscher Regisseur und Drehbuchautor
- Baran Moğultay (* 2004), türkisch-deutscher Fußballspieler
- Ram Baran Yadav (* 1948), nepalesischer Politiker und erster Präsident Nepals.

### Familienname
- Adolfo Barán (* 1961), uruguayischer Fußballspieler
- Aksel Baran Potur (* 2002), türkisch-norwegischer Fußballspieler
- André Baran (* 1991), brasilianischer Tennisspieler
- Fidel Barajas (* 2006), mexikanisch-amerikanischer Fußballspieler
- Agustín Barán (* 1995), uruguayischer Fußballspieler
- Ali Baran (* 1955), kurdischer Sänger
- Alparslan Baran (* 2005), österreichischer Fußballspieler
- Annette Baran (1927–2010), US-amerikanische Psychotherapeutin und Sozialarbeiterin
- Barbara Baran-Wojnar (* 1959), polnische Weitspringerin
- Dursun Ali Baran (1936–2020), türkischer Fußballspieler
- İbrahim Baran (* 1940), türkischer Herpetologe
- Baran Kosari (* 1985), iranische Schauspielerin
- Bernard Baran (1965–2014), amerikanischer Tagespfleger
- İbrahim Halil Baran (* 1981), kurdischer Dichter, Schriftsteller und Designer
- Hanna Arsenych-Baran (1970–2021), ukrainische Schriftstellerin, Dichterin, Schullehrerin und Prosaautorin
- Issi Baran (* 1927), finnischer Sprinter
- Jakob Baran (* 1992), österreichischer Footballspieler
- Józef Baran (* 1947), polnischer Lyriker
- İlhan Baran (1934–2016), türkischer Komponist
- Józef Baran-Bilewski (1899–1940), polnischer Diskuswerfer
- Kristina Baran (* 1967), deutsche Sopranistin
- Martin Baran (* 1988), slowakischer Fußballspieler
- Marcin Baran (* 1963), polnischer Dichter und Redakteur
- Nicolás Barán (* 1990), uruguayischer Fußballspieler
- Paul Baran (1926–2011), US-amerikanischer Informatiker
- Paul A. Baran (1910–1964), US-amerikanischer Ökonom
- Pavel Baran (* 1957), tschechischer Dozent an der Philosophischen Fakultät der Universität Ostrava
- Phil Baran (* 1977), US-amerikanischer Chemiker
- Primo Baran (* 1943), italienischer Ruderer
- Radosław Baran (* 1989), polnischer Ringer
- Ria Baran (1922–1986), deutsche Eiskunstläuferin
- Riza Baran (1942–2020), deutscher Politiker (Bündnis 90/Die Grünen)
- Robert Baran (1876–1936), österreichischer Mediziner, Neurochemiker und Nobelpreisträger
- Roma Baran (* 1947), kanadische Musikproduzentin und Musikerin
- Witold Baran (1939–2020),  polnischer Mittel- und Langstreckenläufer
- Robert Baran (* 1992), polnischer Ringer
- Santiago Barán (* 1991), uruguayischer Fußballspieler
- Stanisław Baran (1920–1993), polnischer Fußballspieler
- Volkan Baran (* 1978), deutscher Politiker (SPD)
- Wassili Iwanowitsch Baran (1954–2015), russischer Handballspieler
- Witold Baran (1939–2020), polnischer Mittelstreckenläufer

## Ortsnamen
- Baran (Kosovo), Ort im Kreis von Peja, Kosovo
- Barán (Ort), Dorf in der Provinz Lugo, Autonome Gemeinschaft Galicien, Spanien
- Baran (Rajasthan), Stadt im Distrikt Baran, Bundesstaat Rajasthan
- Baran (Distrikt), Distrikt im Bundesstaat Rajasthan
- Baran, früherer Name von Bulandshahr, ernannt vom indischen König Ahibaran, Stadt im Distrikt Bulandshahr, Bundesstaat Uttar Pradesh[5]